# Moel Tŷ Uchaf
Der Moel Tŷ Uchaf (deutsch der hohe kahle Hügel) ist ein 440 m hoher Berg in Denbighshire in Wales und liegt östlich von Llandrillo.
Auf seinem Gipfel befindet sich ein nahezu vollständig erhaltener prähistorischer Ring Cairn gleichen Namens, aus 41 Steinen, der einen Durchmesser von etwa 11 m und eine Steinkiste (n. A. Burl) im Zentrum hat. Er stammt vermutlich aus der Bronzezeit und diente rituellen Zwecken. Der Kreis ist im Südosten vom ursprünglichen Zugang unterbrochen. Eine zweite, kürzere Unterbrechung im Osten entstand vermutlich durch den Verlust von Steinen.
Unterhalb von Moel Tŷ Uchaf liegt eine Steinkiste und in der Nähe das Kammergrab Branas Uchaf.